# Xã Ashland, Quận Morgan, Indiana
Xã Ashland (tiếng Anh: Ashland Township) là một xã thuộc quận Morgan, tiểu bang Indiana, Hoa Kỳ. Năm 2010, dân số của xã này là 1.720 người.